# Elos Elonga-Ekakia
Elos Elonga Ekakia (2 mei 1974) is een Congolees voormalig voetballer. Hij voetbalde voor onder meer Club Brugge en RSC Anderlecht. Hij werd in 2010 aangesteld als jeugdtrainer bij zijn ex-club KSC Lokeren.

## Carrière

### KSC Lokeren
Elos Elonga Ekakia werd geboren in Zaïre. De jonge spits voetbalde in eigen land in de jeugdreeksen van AS Vita Club. Daar werd hij in 1994 ontdekt door KSC Lokeren. Ekakia maakte de overstap naar België en kwam bij Lokeren in het team van trainer Chris Van Puyvelde terecht. De Oost-Vlamingen speelden op dat ogenblik in de Tweede Klasse. Met veertien doelpunten had Ekakia in 1995/96 een aandeel in de promotie naar de Eerste Klasse. In zijn laatste seizoen bij Lokeren kreeg hij wel heel wat concurrentie te verduren. Zo moest hij als aanvaller de strijd aangaan met onder meer Jan Koller en Jean-Paul Boeka-Lisasi. Ekakia en Boeka-Lisasi waren landgenoten en gewezen ploegmaats van AS Vita Club. Toen hij steeds minder speelkansen kreeg, maakte Ekakia net als zijn teamgenoot Koen Schockaert de overstap naar Club Brugge.

### Club Brugge en RSC Anderlecht
Toen hij in 1998 in Brugge belandde, begon Eric Gerets er aan zijn tweede seizoen als hoofdcoach. Ekakia speelde in de spits regelmatig aan de zijde van Edgaras Jankauskas en Gert Verheyen. Toch besloot hij in de zomer van 1999 om Club Brugge in te ruilen voor RSC Anderlecht. In Anderlecht vond de Congolese aanvaller zijn gewezen concurrent Jan Koller terug. Anderlecht beschikte dat seizoen over heel wat aanvallend talent. Naast Ekakia en Koller waren er ook nog Tomasz Radzinski, Oleg Iachtchouk, Edrissa Sonko en Ioannis Anastasiou. Toch slaagde Ekakia er in om regelmatig zijn plaats in het elftal af te dwingen. Hij was goed voor 11 doelpunten in 29 competitiewedstrijden.

### Auto-ongeluk
Na het seizoen raakte Ekakia betrokken bij een auto-ongeluk. De spits scheurde zijn kruisbanden en liep een hersenbloeding op. In de voorbereiding op het seizoen 1999/2000 werd de Congolees bij Anderlecht medisch afgekeurd. Coördinatiestoornissen waren de boosdoener.
Sindsdien raakte zijn carrière volledig op een zijspoor. Na een kort verblijf bij derdeklasser Royal Francs Borains verhuisde Ekakia naar KSC Grimbergen. Daar kwam hij om sportieve redenen niet meer aan spelen toe.

## Jeugdtrainer
In augustus 2010 raakte bekend dat Ekakia zou terugkeren naar zijn ex-club Lokeren. De gewezen aanvaller werd spitsentrainer bij de jeugd.